# CardDAV
CardDav est un protocole sur le modèle client/serveur pour gérer un carnet d'adresses. Il a été conçu pour stocker et partager les données des contacts sur un serveur.

## Histoire
Ce protocole est développé et publié par l'Internet Engineering Task Force en août 2011. CardDav est basé sur le protocole de transfert de données WebDAV, il utilise les vCard comme format de données et est utilisé par de grands acteurs d'Internet.

## Logiciel

### Client
La liste de clients CardDAV comprend :
- DAVx⁵ pour Android
- Evolution (Linux, Unix, Windows)

### Serveur
- Apple[2],[3]
- CommuniGate Pro[4]
- DAViCal[5]
- Gmail[6]
- Horde Groupware[7]
- Mailfence[8]
- Nextcloud[9]
- SOGo[10]
- Zimbra[11]